# Isle of Wight Festival

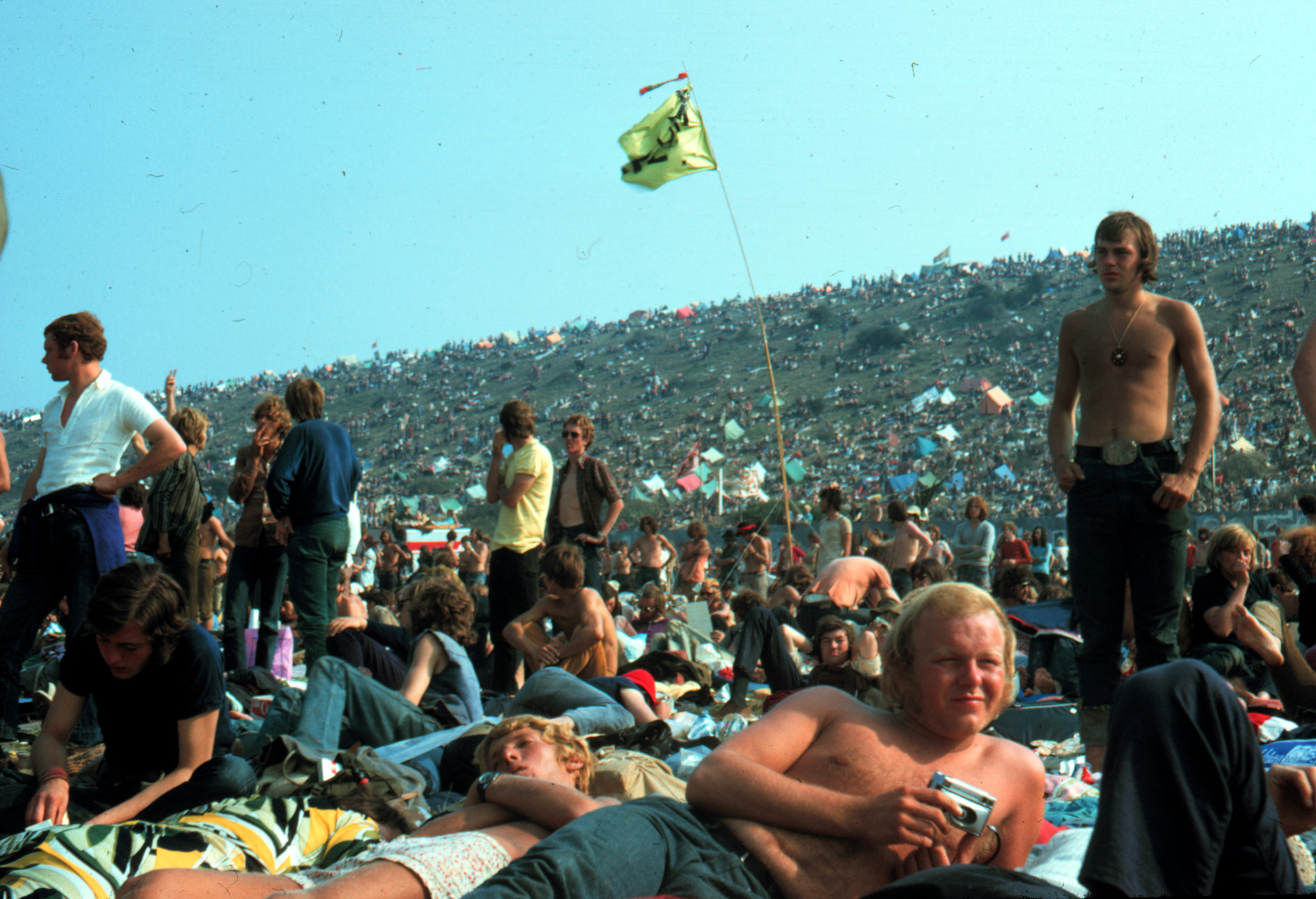
1970 IoW Festival: Volgens het Guinness Book of Records waren er meer dan 600.000 mensen bij

Het Isle of Wight Festival, ook wel 'het Engelse Woodstock' is een muziekfestival dat jaarlijks plaatsvindt op het Isle of Wight. 
Het oorspronkelijke festival vond driemaal plaats van 1968 tot en met 1970, waarvan de laatste editie veruit de meest bekende is. Toen bezochten volgens het Guinness Book of Records tussen 600.000 en 700.000 fans het festival. Het was ook een van de laatste optredens van Jimi Hendrix, enkele weken voordat hij in Londen overleed. Naast hem traden toen onder andere ook The Who, The Doors, Jethro Tull, Leonard Cohen, Miles Davis en The Moody Blues op.
In 2002 werd het festival nieuw leven ingeblazen en het is sindsdien jaarlijks doorgegaan, hoewel het tegenwoordig minder grootschalig is (rond de 50.000 fans).

## Informatie per jaar

### 1968Isle of Wight Festival
In 1968 werd het festival voor het eerst georganiseerd en wel nabij Godshill, op 31 augustus en 1 september. Het evenement trok circa 10.000 bezoekers, en had als hoofdact Jefferson Airplane; verder optredens van onder anderen Arthur Brown, Fairport Convention, The Move, Smile, The Pretty Things, en T. Rex.

### 1969Isle of Wight Festival
Een jaar later werd het festival grootser aangepakt. Het werd gehouden op 30 en 31 augustus 1969 in Wootton. Op de openingsdag speelden lokale bands waaronder Heaven. De volgende dag kwamen er ongeveer 150.000 mensen kijken naar Bob Dylan en The Who die als hoofdacts waren gecontracteerd. Verder waren er optredens van onder anderen The Band, Joe Cocker, Free, King Crimson, The Moody Blues, The Nice, Tom Paxton, en The Pretty Things.
"Help Bob Sink The Island" was het gevleugelde motto van dit jaar. Michel Delpech wijdde zijn chanson "Wight is Wight" aan dit festival.

### 1970Isle of Wight Festival
Het laatste en grootste Isle of Wight Festival uit de hippietijd was dat van 1970, gehouden van 26 tot 30 augustus in Afton Down. Er waren tussen 600.000 en 700.000 belangstellenden voor optredens van Redbone (woensdag), Tony Joe White (donderdag), Procol Harum (vrijdag), The Doors en The Who (zaterdag) en Jimi Hendrix en Joan Baez (zondag). Er was ook een groot aantal andere bands die optredens verzorgden zoals Jethro Tull, Ten Years After, Emerson, Lake & Palmer, Gilberto Gil, Miles Davis, Supertramp,  
Chicago, Taste, Family,  Cactus, Sly & the Family Stone,  Free, Black Widow, The Groundhogs, Lighthouse, Melanie, John Sebastian, The Moody Blues, Joni Mitchell, Leonard Cohen, Richie Havens, Pentangle, Kris Kristofferson, Donovan en Tiny Tim. 
Dit festival verliep nogal chaotisch omdat veel bezoekers (waaronder maoïstische en anarchistische groepen uit Frankrijk en West-Duitsland) geen kaartjes hadden en die om toch binnen te komen de omheining op de korrel namen ("gatecrashers"). De organisatie zag zich genoodzaakt om het festival dan maar tot een 'gratis festival' uit te roepen. Tevens werden vrijwel alle optredens gefilmd en in stereo opgenomen, in 1996 werd een samenvatting op DVD uitgebracht, maar er zijn in de loop der jaren ook verschillende CD's en DVD's verschenen van afzonderlijke artiesten. Overigens werd er ook werkelijk gratis opgetreden: vóór de hekken werden de uitgeslotenen toegezongen door Hawkwind, Pink Fairies en T2.  

### 2002Rock Island
Pas 32 jaar later zou opnieuw een festival worden georganiseerd op Wight. Veel kleiner, en beperkt tot een dag. Op 3 juni 2002 traden voor ca. 8000 belangstellenden Robert Plant, The Charlatans, Neglected Youth, Johnny 4, DNA Doll, The Bees, The Coral, Hundred Reasons, Starsailor en Ash op.

### 2003The Isle of Wight Festival
Er bleek voldoende belangstelling om een jaar later opnieuw een tweedaags festival te organiseren. Op 14 en 15 juni 2003 traden Paul Weller en Starsailor (zaterdag) en Bryan Adams en Counting Crows op voor ca. 15.000 popliefhebbers.

### 2004The Nokia Isle of Wight Festival
Met als sponsor een groot Fins telecommerk werd tussen 11 en 13 juni 2004 de 2004-versie van het festival georganiseerd. Er waren ca. 35.000 bezoekers, die optredens van Stereophonics, Groove Armada, The Who, Manic Street Preachers, David Bowie en The Charlatans te zien kregen.

### 2005The Nokia Isle of Wight Festival
Op 10 en 11 juni 2005 kwamen ca. 50.000 muziekliefhebbers af op optredens van Faithless en Razorlight (vrijdag), Travis en Roxy Music (zaterdag) en R.E.M. en Snow Patrol (zondag).

### 2006The Nokia Isle of Wight Festival
Met optredens van The Prodigy, Placebo, Foo Fighters, Primal Scream, Coldplay en Richard Ashcroft wisten de organisatoren van 9 tot 11 juni 2006 ca. 60.000 te trekken. 

### 2007The Isle of Wight Festival
De 2007 editie van het festival werd gehouden van 8 tot 10 juni 2007, en bracht optredens van Melanie C, Snow Patrol, Groove Armada, Muse, Kasabian, The Rolling Stones, Keane en The Fratellis.

### 2008Isle of Wight Festival 2008
In 2008 traden de volgende bands op:
vrijdag 13 juni: Kaiser Chiefs, N*E*R*D, KT Tunstall, The Hoosiers, the Wombats, Joe Lean & the Jing Jang Jong, the Answer
zaterdag 14 juni: Sex Pistols, Ian Brown, Iggy & the Stooges, the Zutons, The Enemy, Kate Nash, the Cribs, Amy MacDonald, One Night Only, Black Stone Cherry, Kosmikdebris
zondag 15 juni: the Police, the Kooks, James (band), Starsailor, Scouting for Girls, Newton Faulkner, delays, We See Lights, Proximity Effect

### 2011Isle of Wight Festival 2011
In 2011 vond het festival plaats op 10 t/m 12 juni. Gecontracteerde artiesten en bands zijn onder andere Foo Fighters, Joan Jett and the Blackhearts, Manic Street Preachers, Nick Lowe, Iggy and the Stooges, Seasick Steve, Jeff Beck, Beady Eye, Pulp, Kasabian, Public Image Limited, Cast, Pulp, Hadouken!, Brother, Tom Jones, The British Pink Floyd Show, Kings of Leon, the Script, Pixie Lott, Two Door Cinema Club, James Walsh